# Kostel svatého Havla (Chotýšany)
Kostel svatého Havla v Chotýšanech je kostel, který stojí u silnice směrem na Takonín a je zapsán jako památka od 3. 5. 1958. První písemná zmínka je z roku 1350, ale jeho počátky jsou ve farní kronice připomínány již v roce 1315. Přilehlý hřbitov je zmiňovaný roku 1357.
Současná podoba kostela je z 1884, kdy proběhla částečná přestavba. Roku 1897 poškodil věž kostela požár., ale ještě téhož roku byla věž, která stojí na západní straně kostela a měří 45 metrů opravena. V roce 1962 byly do věže kostela zavěšeny dva zvony, které byly převezeny z dřevěné zvonice bývalého kláštera Kajetánů na Malé Straně. Menší zvon váží 245 kg a pochází z roku 1495 a větší váží 1380 kg a je z roku 1593. Autorem většího zvonu je Jan Kryštof Löffler se synem Kryštofem a jeho plášť je ozdoben renesančními reliéfy.
V roce 1907 nechala obec do věže instalovat hodinový stroj s ciferníkem na jižní straně. Stroj vyrobila a zabudovala firma Ludvík Heinz z Prahy. Po opravě byl v roce 2012 znovu zavěšen křišťálový lustr, který byl poškozen v roce 2000 při požáru jižního oltáře. Celý lustr se prý skládá z téměř sedmi tisíc ozdob. V kostele se nachází varhany z roku 1888 od kutnohorského stavitele Antonína Mölzra.
Před kostelem stojí ve výklenku barokní socha sv. Jana Nepomuckého z roku 1794.
V kostele je náhrobek rytíře Viléma z Ostředka († 1594) a náhrobní kámen z roku 1880, který nechal udělat hrabě Zikmund Berchtold a kde jsou pochováni jeho šlechtičtí předkové, členové rodu Vratislavů z Mitrovic a jejich příbuzný rytíř Jan Jeník z Bratřic. Jejich tělesné pozůstatky byly původně pochovány v hrobech kolem kostela. Venku u věže kostela je náhrobek Adama Františka hraběte z Vrtby († 3. září 1807 Vídeň).